# Rejowiec Fabryczny
Rejowiec Fabryczny is een stad in het Poolse woiwodschap Lublin, gelegen in de powiat Chełmski. De oppervlakte bedraagt 14,36 km², het inwonertal 4600 (2005).